# Teatro griego de Siracusa

Localización de siracusa en Italia

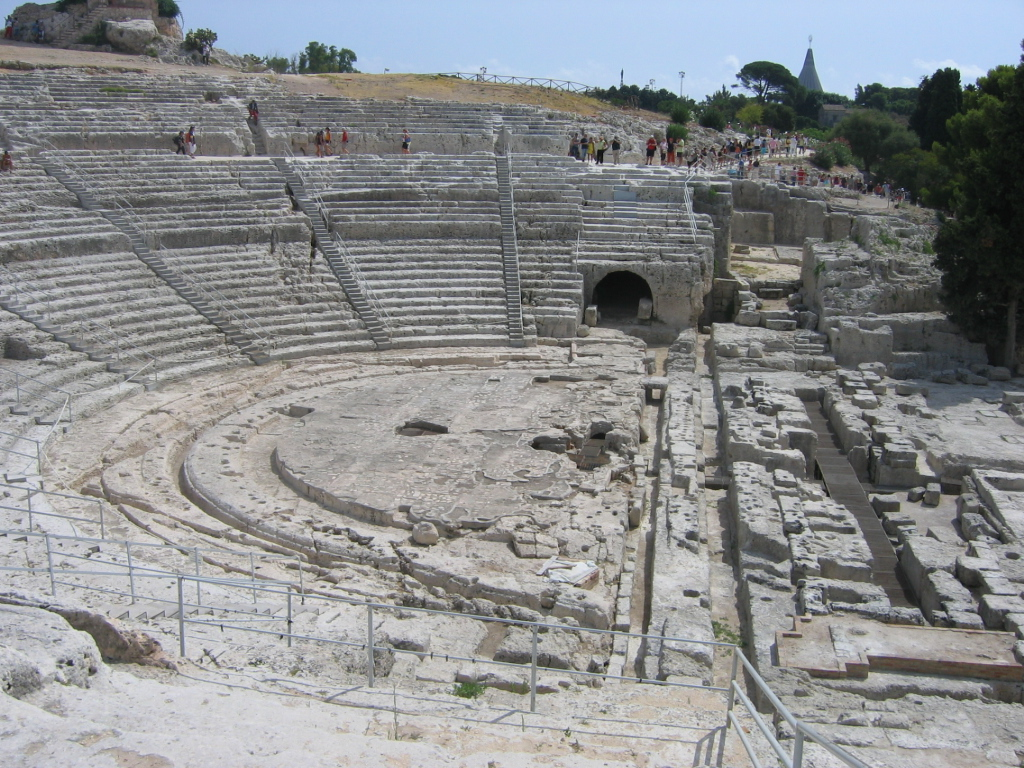
Orchestra y parte del escenario.

El teatro griego de Siracusa es un teatro construido en su primera fase en el siglo V a. C., ubicado dentro del Parque Arqueológico de Neapolis, en las laderas del lado sur del cerro Temenita, con vistas a la moderna ciudad de Siracusa en el sureste de Sicilia.
Fue reconstruido en el siglo III a. C. y nuevamente renovado en época romana. Hoy en día, forma parte, desde 2005, del Patrimonio de la Humanidad de la Unesco de 'Siracusa y la necrópolis rupestre de Pantálica'.

A pesar de su estado abandonado, sigue siendo uno de los lugares más bellos del mundo, ofreciendo el espectáculo más grandioso y pintoresco que existe. Vivant Denon, Viaje a Sicilia, 1788.

## Antecedentes
La Antigua Siracusa fue fundada por colonos griegos llegados de Corinto, un año después de que los eubeos fundaran la primera colonia griega en la isla, Naxos. Fue fundada en el año 734 o 733 a. C., consagrándola a Artemisa, iniciándose en la isla de Ortigia (Ortygia), por lo que primeramente la llamaron así. Tucídides escribió que fue el Oráculo de Delfos el que instó a los colonos a instalarse allí por sus puertos naturales, manantiales, suelo cultivable y sus posibilidades de defensa. Su privilegiada ubicación entre dos grandes bahías, utilizadas como puertos naturales, la convirtieron en un importante centro comercial y base de una flota de guerra y en el siglo V a. C., después de derrotar a los cartagineses y a sus enemigos atenienses, Siracusa llegó a ser una de las ciudades más poderosas de su tiempo, pasando por una fase de gran esplendor, no solo por su poderío militar y económico, sino también artístico, entre otros, con sus templos de Atenea o de Apolo, la histórica fuente Aretusa, el Altar de Hierón o su teatro griego.
La forma del teatro griego se debe a su función, especialmente a las danzas corales asociadas al culto del dios Dioniso, con una orchestra circular para estas danzas, un altar en el centro donde se sacrificaba un cordero en honor del dios y un auditorio curvo, cuasi semicircular.

## Teatro arcaico

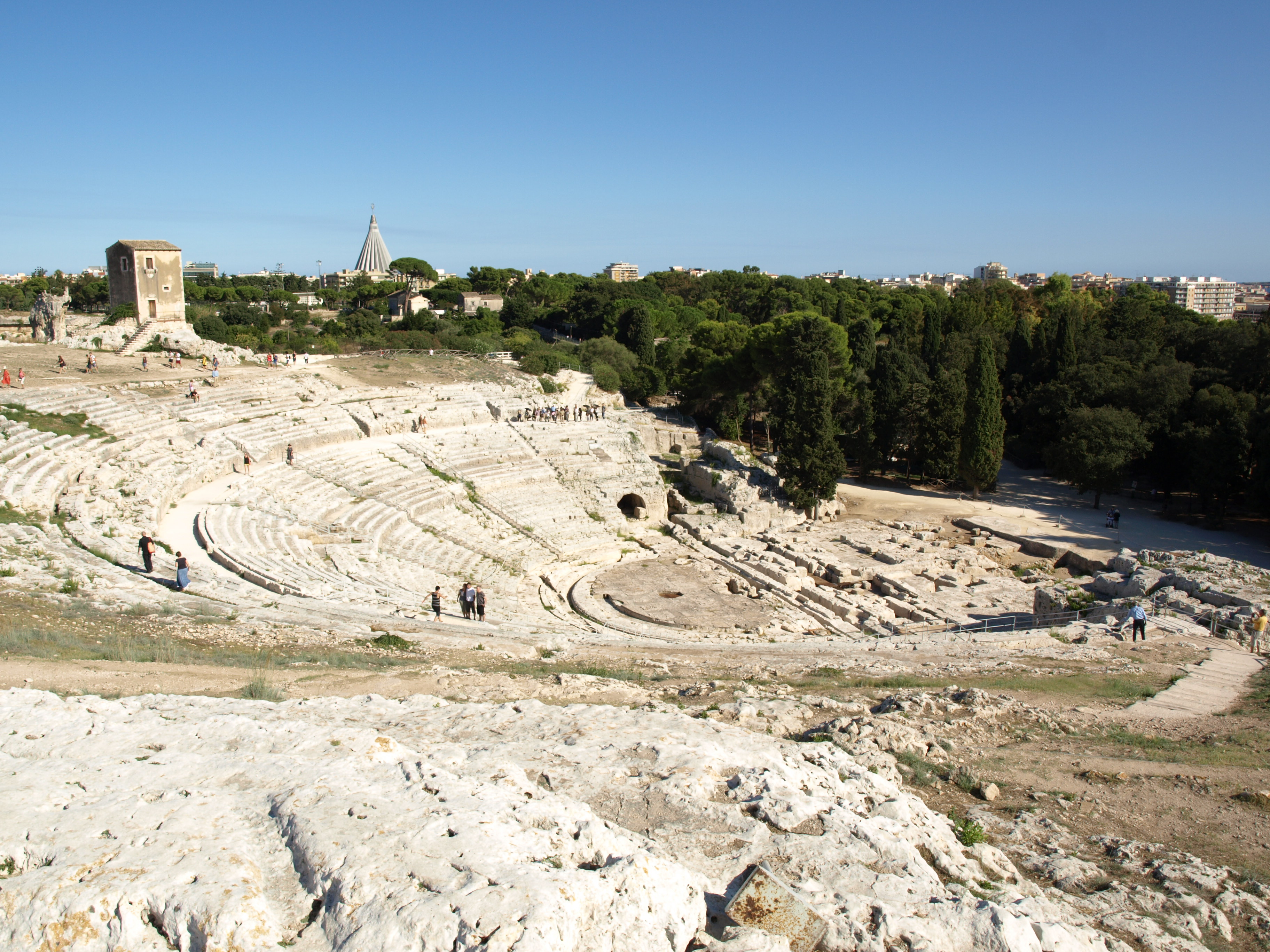
Vista del gran teatro griego desde lo alto.

La existencia de un teatro en Siracusa está atestiguada a finales del siglo V a. C. por el autor de mimos, Sofrón, que nombra al arquitecto Damokopo, llamado 'Mirilla' porque hizo un uso intensivo del perfume de mirra en la inauguración. Sin embargo, no se ha probado que el pasaje de Sofrón se refiera a este monumento y existen dudas de que se refiera a otro teatro. Sin embargo, sí se sabe que en Siracusa se utilizaba un teatro desde el período clásico temprano y en él, al parecer, tuvieron lugar las representaciones teatrales de los dramaturgos Epicarmo, Formis y Deinoloco. En Siracusa, Esquilo presentó Los Aitnas (una tragedia escrita para celebrar la refundación de Catania por Hierón I con el nombre de Aitna, o de un centro con el nombre de Aitna donde los exiliados de Catania habían encontrado refugio después de la destrucción de la Katane calcídica a manos de Hierón I, probablemente en el 456 a. C. También Los persas, que ya se había representado en Atenas en el 472 a. C., puede haber sido representada en Siracusa. Este último trabajo sobrevive hasta nuestros días, mientras que el primero se ha perdido. A finales del siglo V o principios del IV a. C., probablemente se representaron aquí las obras de Dionisio I, junto con las de los dramaturgos alojados en su corte.
Algunos estudiosos como L. Polacco y C. Anti habrían visto huellas de un primer teatro lineal y luego trapezoidal, que podría haber estado formado por bancos rectos de asientos dispuestos en forma de trapecio, hasta que en la época de Timoleón de Corinto pasaría a tener una forma semicircular, que se convertiría en canónica en el transcurso del siglo III a. C. Diodoro Sículo se refiere a la llegada de Dionisio a Siracusa en el 406 a. C., cuando la gente salía del teatro. Plutarco relata la fuga de un toro rabioso durante una asamblea ciudadana en 355 a. C. y la llegada de Timoleón en un carruaje en 336 a. C., mientras la gente se reunía aquí, dando testimonio de la importancia del edificio en la vida pública. Otros piensan que ha tenido forma semicircular desde sus orígenes y que el corte trapezoidal debe considerarse como el resultado tardío de la transformación del teatro en un lugar para espectáculos y juegos de agua.

## Teatro helenístico

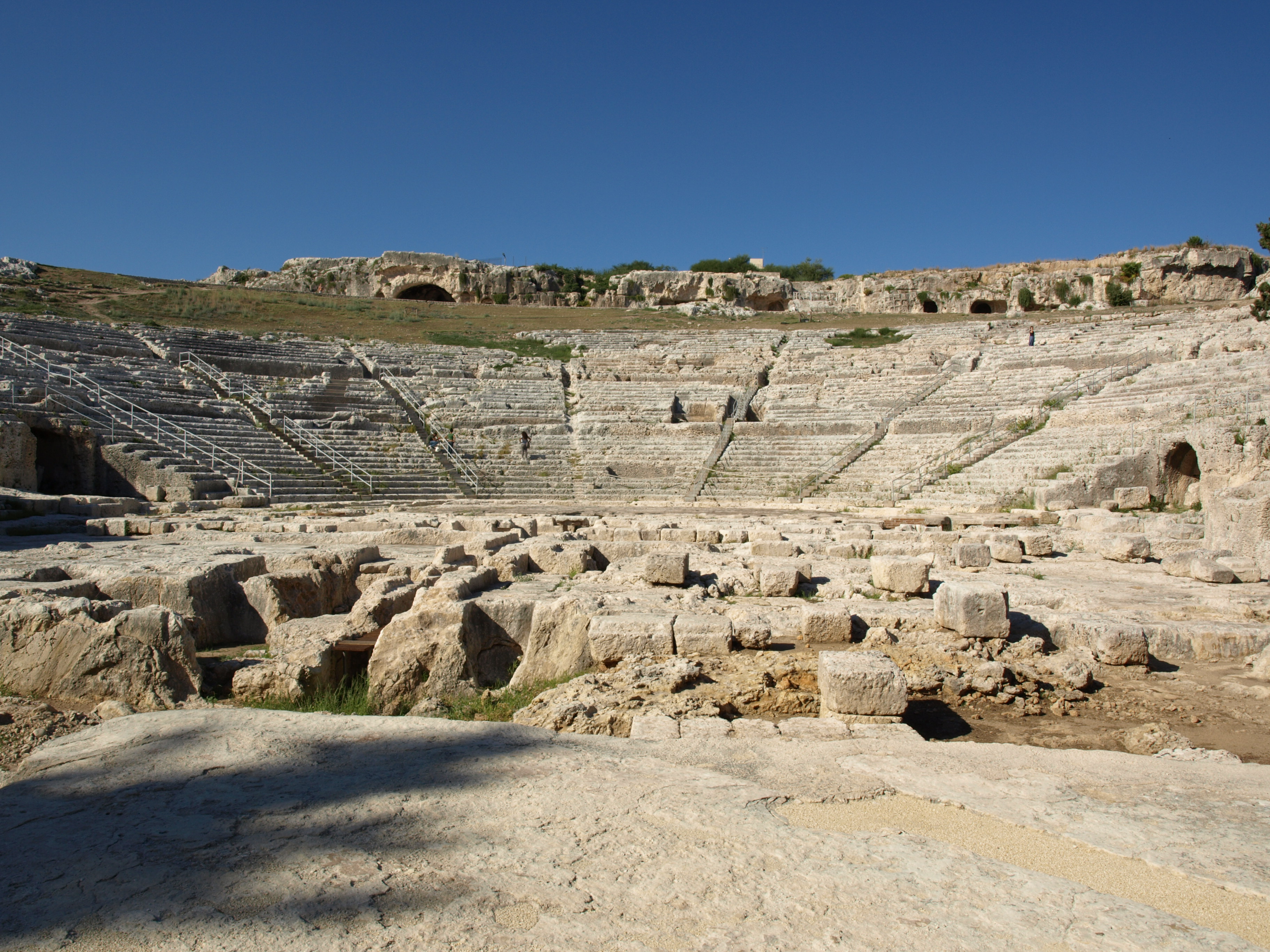
Vista posterior de los cimientos del edificio de la skene y vista frontal de la cávea.

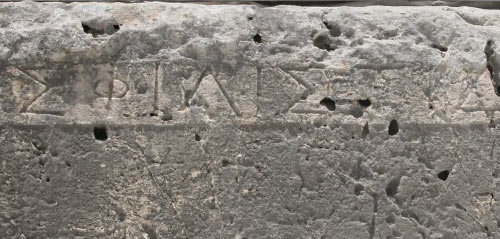
Inscripciones en la diazomata.

Parece que el teatro fue renovado después del 238 a. C. y ciertamente antes de la muerte de Hierón II en el 215 a. C., transformándolo en la forma que se ve hoy. Se amplió su estructura, teniendo en cuenta la forma del cerro Temenita y optimizando sus posibilidades acústicas. Dispone de una característica típica de los teatros griegos, como es la vista panorámica, que en el teatro de Siracusa, se ofrece una vista de la bahía del puerto y la isla de Ortigia.
La cávea tenía un diámetro de 138,6 metros, una de las más grandes del mundo griego, y que originalmente tenía 67 filas de asientos, en su mayoría cortados en la roca viva, y divididos en nueve sectores (cunei) por escaleras de acceso. La diazomata recorre el teatro hasta la mitad de la cávea, dividiéndolo en dos. En las paredes existen inscripciones para cada uno de los cunei, con los nombres de divinidades (Zeus Olímpico, Heracles) y de miembros de la familia real (el propio Hierón II, su esposa Filistida, su nuera Nereida, hija del rey Pirro de Epiro, y su hijo Gelón II), lo que ha llevado a algunos autores a considerar valiosas las inscripciones para fechar la construcción o rehabilitación del monumento. La parte superior de los asientos, ahora destruidos, se construyó sobre un terraplén sostenido por un muro de contención. En el eje central de la cávea, se cortó una plataforma en la roca, quizás un lugar para que se sentaran personas particularmente importantes.
La orchestra estaba originalmente delimitada por un amplio euripos (desagüe), con un espacio en el exterior antes del inicio de los escalones, por el que entraba el público. El edificio de la scena está completamente destruido y ahora solo son visibles los cortes en el lecho de roca para sus basamentos, que pertenecen a diversas fases y son difíciles de interpretar. Un pasaje excavado debajo de la orchestra, accesible por una escalera desde el escenario y que termina en una pequeña habitación probablemente pertenezca a la época de Hierón II. Se identifica hipotéticamente con las 'Escaleras de Caronte', que permitían a los actores repentinas entradas y salidas. Probablemente también pertenezca a esta fase una zanja para el telón (en los teatros antiguos no caía desde arriba, sino que se elevaba desde abajo). Las huellas de un elemento sobre el que debían estar columnas y pilastras se han interpretado como los restos de un pequeño escenario móvil para obras de farsa flíaca. Una estatua de una cariátide ahora conservada en el Museo archeologico regionale Paolo Orsi, que contiene material recuperado en las excavaciones del teatro, probablemente formó parte de la decoración del mismo.
Por encima del teatro hay una terraza excavada en la roca, accesible por una escalera central y por un camino empotrado, conocido como la 'Via dei Sepolcri' (Vía de los Sepulcros). Originalmente, esta terraza tenía un gran pórtico a la izquierda. En el centro del muro de cimentación había una gruta excavada en la roca, la gruta del Ninfeo, bordeada de nichos probablemente diseñados para albergar estatuas y originalmente, con mucha probabilidad, rodeada por elementos arquitectónicos de orden dórico (de los que solo se conservan partes de un friso). Dentro de la sala (9,35 x 6,35 m y 4,75 m de alto) había una tina hecha de opus signinum, por donde fluía el agua del antiguo acueducto griego. Desde aquí, el agua llegaba al sistema hidráulico del teatro. Todo el conjunto podría identificarse con el Mouseion o santuario de las Musas, sede de la compañía de actores. Según la anónima Vida de Eurípides, Dionisio dedicó objetos adquiridos a alto coste en Grecia, pertenecientes al poeta trágico Eurípides, a este santuario.

## Teatro de época romana
Se realizaron importantes modificaciones en el teatro, quizás en el momento en que se fundó la colonia romana a principios del período augusteo. La cávea pasó a una forma semicircular, típica de los teatros romanos, en lugar de la forma de herradura utilizada en los teatros griegos. Se modificaron también los pasillos que permiten el acceso más allá del edificio de la escena (parodoi). El edificio de la escena en sí, fue reconstruido en forma monumental con nichos rectangulares en el centro y dos nichos de planta semicircular a los lados, con puertas al escenario. Se cavó una nueva zanja para el telón, con una sala de control. En la orchestra se enterró el antiguo euripos, sustituido por un nuevo canal, mucho más estrecho y cercano a las escaleras de la cávea, ampliando su diámetro de 16 a 21,4 m. La decoración del escenario probablemente sufrió renovaciones las épocas Flavia y/o Antonina.
A finales del período imperial se llevaron a cabo otras modificaciones, diseñadas para adaptar la orchestra a los juegos acuáticos y el escenario, probablemente se trasladó hacia atrás. No existen vestigios de adaptaciones que permitieran al teatro albergar batallas de gladiadores y espectáculos con bestias mediante la eliminación de los primeros peldaños de la cávea para crear un muro elevado que protegiese a los espectadores. Sin embargo, estos espectáculos debieron tener lugar en el anfiteatro, propiamente romano que se encuentra en Siracusa y cuya datación, objeto de controversias, está entre el período Augusteo y el siglo III.
Una inscripción ahora perdida mencionaba a Neracio Palmato como el responsable de la renovación del escenario y si se tratase de la misma persona que restauró la Curia de Roma después del Saqueo de Roma por Alarico en 410, entonces las obras finales del teatro se podrían fechar a principios del siglo V.

## Historia posterior

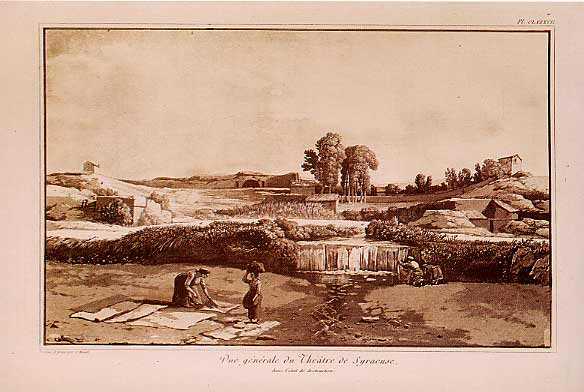
Dibujo del teatro griego de Siracusa por Jean-Pierre Houël.

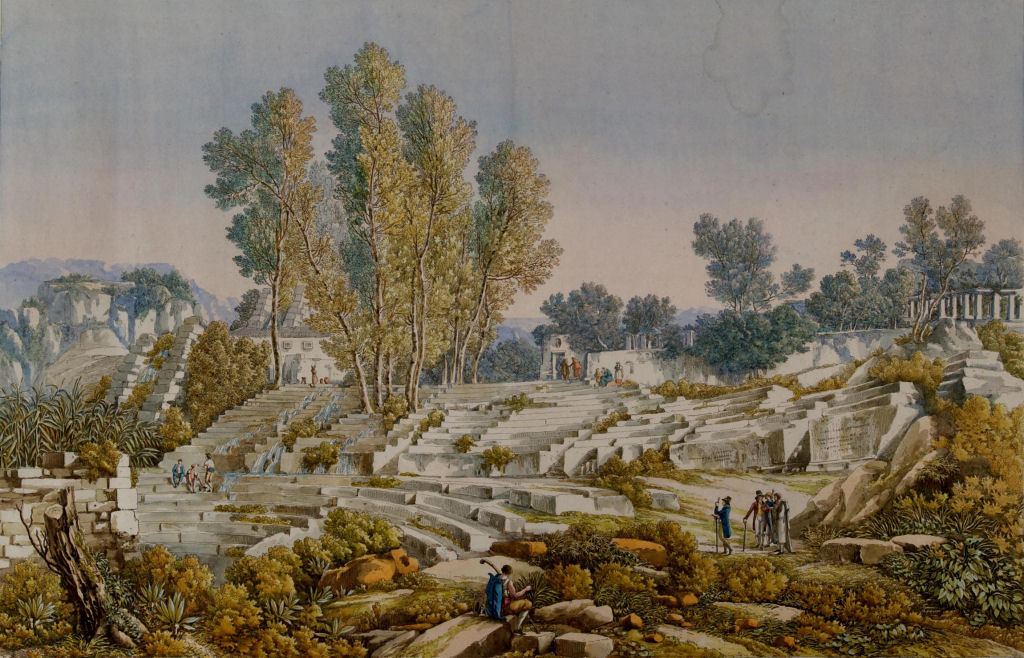
El teatro a finales del por Louis-François Cassas.

Estando abandonado durante siglos, sufrió un expolio progresivo, especialmente cuando en tiempos del emperador Carlos V del Sacro Imperio Romano Germánico  se utilizaron bloques de piedra del teatro para construir nuevas fortificaciones en Ortigia. Este proceso llevó a la destrucción del edificio de la escena y la parte superior de los asientos. Después de la segunda mitad del siglo XVI, el marqués de Sortino, Pietro Gaetani, reactivó el antiguo acueducto que traía agua a la parte superior del teatro, permitiendo la creación de varios molinos de agua en la cávea, de los cuales la llamada casetta dei mugnai (cabaña de los molineros) en la parte superior de la cavea permanece visible.
A finales del siglo XVIII, el interés por el teatro revivió y fue mencionado y descrito por los eruditos de la época (Arezzo, Fazello, Mirabella, Bonanni) y por viajeros ilustres (d'Orville, von Riedesel, Jean-Claude Richard, Jean-Pierre Houël, Vivant Denon, entre otros). En el siglo siguiente se llevaron a cabo las excavaciones correspondientes, gracias al interés de Landolina y Cavallari, que se implicaron en liberar el monumento de la tierra que se había acumulado sobre él. Posteriormente, la investigación arqueológica fue realizada por Paolo Orsi y otros arqueólogos, finalizando con Voza en 1988.
En 1914, el Istituto Nazionale del Dramma Antico (INDA) comenzó a hacer representaciones anuales de teatro griego en el teatro antiguo (la primera fue la tragedia Agamenón de Esquilo, dirigida por Ettore Romagnoli). Las antiguas tragedias griegas se representan al atardecer, en italiano (con traducciones de escritores famosos como Salvatore Quasimodo), sin necesidad de sistemas de sonido debido a la calidad de la acústica del teatro. Cada temporada de teatro comienza en mayo y termina en julio, atrayendo a miles de espectadores de todo el mundo. Algunas de las tragedias representadas más ilustres son Antígona, Edipo Rey, Electra, Medea y Las bacantes. Aparte de esto, el teatro ha disfrutado también de conciertos y entrega de premios oficiales, como el Premio Vittorini, pero dicho uso ha sido estrictamente limitado por razones de conservación.
Desde 2010, el teatro es uno de los monumentos del Servizio Parco Archeologico di Siracusa y del área arqueológica de los municipios (comuni) circundantes, un órgano de la Regione Siciliana, Assessorato Regionale dei Beni Culturali e dell'Identità Siciliana. En 2014, el Assessorato autorizó el uso del teatro para eventos de verano como espectáculos de música, canto y danza.